# Woodlands (Nowa Zelandia)
Woodlands – miasto w Nowej Zelandii, na Wyspie Południowej, w regionie Southland.